# Leonardo Vinci
Leonardo Vinci (Strongoli, Kalabrija, 1690. ili 1696. – Napulj, 27./28. svibnja 1730.) bio je talijanski barokni skladatelj poznat ponajviše po svojim operama.

## Životopis
Moguće godine rođenja, 1690. ili 1696., izvedene su iz dvaju različitih podataka o Vincijevoj starosti u trenutku smrti, koji se navode u registrima umrlih.
Vinci se školovao u Napulju na  Conservatorio dei Poveri di Gesù Cristo. Tamo je učio kompoziciju kod Gaetana Greca. Debitirao je 19. travnja 1719. operom Lo cecato fauzo u kazalištu Teatro dei Fiorentini u Napulju. Ubrzo su uslijedile i druge opere. Njegove se rane opere žanrovski mogu odrediti kao commedia per musica, komične opere s tekstom na napuljskom dijalektu.
Nakon velikog uspjeha njegove prve ozbiljne opere Publio Cornelio Scipione, praizvedene 1722. u kazalištu Teatro S Bartolomeo u Napulju, Vinci se sve više okreće ozbiljnom tipu opere dramma per musica, raširenijem žanru koji dijalektom nije bio vezan samo uz Napulj. Ozbiljne je opere skladao uglavnom za Napulj i Rim. U produkciji ozbiljnih opera surađivao je s libretistom Pietrom Metastasijem. Vinci je skladao brojne opere na Metastasijeva libreta, primjerice Didone abbandonata (1726.) i Artaserse (1730.).
Leonardo Vinci, uz Alessandra Scarlattija, Leonarda Lea, Nicolu Porporu i Giovannija Battistu Pergolesija, jedan je od najznačajnijih predstavnika napuljske operne škole. Svojim skladateljskim stilom utjecao je na Pergolesija i Hassea. Osim opera, skladao je oratorije, mise, motete i instrumentalne glazbene vrste.
Nakon smrti 1730. u Napulju, počele su se širiti glasine da je Vincija otrovao ljubomorni suprug njegove navodne ljubavnice.

## Djela

### Opere
- Le doje lettere (1719.)
- Lo cecato fauzo (1719.)
- Lo scagno (1720.)
- Lo scassone (1720.)
- Lo Barone di Trocchia (1721.)
- Don Ciccio (1721.)
- Li zite 'ngalera (1722.)
- La festa di Bacco (1722.)
- Publio Cornelio Scipione (1722.)
- Lo castiello sacchiato (1722.)
- Lo labberinto (1723.)
- Semiramide (1723.)
- Partenope (1723.)
- Silla dittatore (1723.)
- Farnace (1724.)
- La mogliera fedele (1724.)
- Turno Aricino (1724.)
- Ifigenia in Tauride (1725.)
- La Rosmira fedele (1725.)
- Il trionfo di Camilla (1725.)
- Elpidia (1725.)
- L'Astianatte (1725.)
- Didone abbandonata (1726.)
- Siroe, Re di Persia (1726.)
- L'asteria (1726.)
- Ernelinda (1726.)
- Gismondo, Re di Polonia (1727.)
- La caduta dei Decemviri (1727.)
- Catone in Utica (1728.)
- Medo (1728.)
- Flavio Anicio Olibrio (1728.)
- La Semiramide riconosciuta (1729.)
- Alessandro nell'Indie (1729.)
- Farnace (1729.)
- La Contesa dei Numi (1729.)
- Massimiano (1729.)
- Artaserse (1730.)

### Kantate
- All’error d’un alma infida (per la Passione)
- Amor di Citerea gentilissimo figlio
- Dove sei che non ti sento (Olympia abbandonata)
- Finché in ciel saran le stelle
- Mesta, oh Dio, fra queste selve
- Mi costa tante lagrime
- Nice son io pur quello
- Parto, ma con qual core (La partenza del Faustina)
- Peccatore, che fai? (Cantata morale)
- Pendeva in dura croce (Cantata di Passione)
- Per soggiogar la libertà di Roma (Orazio al ponte)
- Silvan dimmi Silvano (Filli a Silvano che parte)

## Vanjske poveznice
- International Music Score Library Project: Vinci, Leonardo (skladbe) (engl.)
- Encyclopædia Britannica: Leonardo Vinci (životopis)